# Græse Å
55°51′36.38″N 12°3′50.7″Ø / 55.8601056°N 12.064083°Ø
Græse Å er et vandløb i Nordsjælland. Åen er omkring 15 km lang og udspringer nær Lynge, udløbet er i Roskilde Fjord.
Indtil 1951 blev dele af åen benævnt Kedelsø Å og Langsø Å.

## Tilløb
Tilløb til åen er:
- Afløbet fra Buresø
- Bedemandsmosevandløbet
- Skindkjolsrenden
- Sirkelsengvandløbet
- Fladvandløbet
- Hørup Ruder
- Lindholmrenden
- Mellemrenden